# 孔子プラザ
孔子プラザ・アパートメント (Confucius Plaza Apartments) は、ニューヨーク市マンハッタン区、チャイナタウンの住宅協同組合である。1975年完成。44階建ての超高層住宅 (433 ft (132 m)) であり、茶色いレンガで覆われている。
高層部には762戸のアパートメントが入っており、低層部にはヤング・ウィング・パブリックスクール、P.S. 124 (K-8)、店、コミュニティスペース、デイケアセンターで構成された複合施設である。
住人はほぼ全員が中国系アメリカ人となることが想定されていたため、中国的なデザインを全面的に採用した最初の大型公共住宅プロジェクトであった。建設費は$38,387,000であった。
チャタム・スクエアの北、バワリーとディヴィジョン・ストリートの交差点に位置している。
チャイナタウンで最も頻繁に観光客が訪れる名所のうちの一つは、このコンプレックスの前にある中国の哲学者、孔子の15フィートのブロンズ像である。Liu Shihによって彫刻されたこの像は、米国の200周年を記念するため、中国人共同福祉協会によって寄贈された。像の土台にある孔子の格言はアメリカの国旗の横に記載されており、知恵と能力の注目すべき指導者と共にある政府を賞賛している。
IND2番街線トンネルの一区間は、1970年代にプラザの隣で建設され、軽い落書きがある。

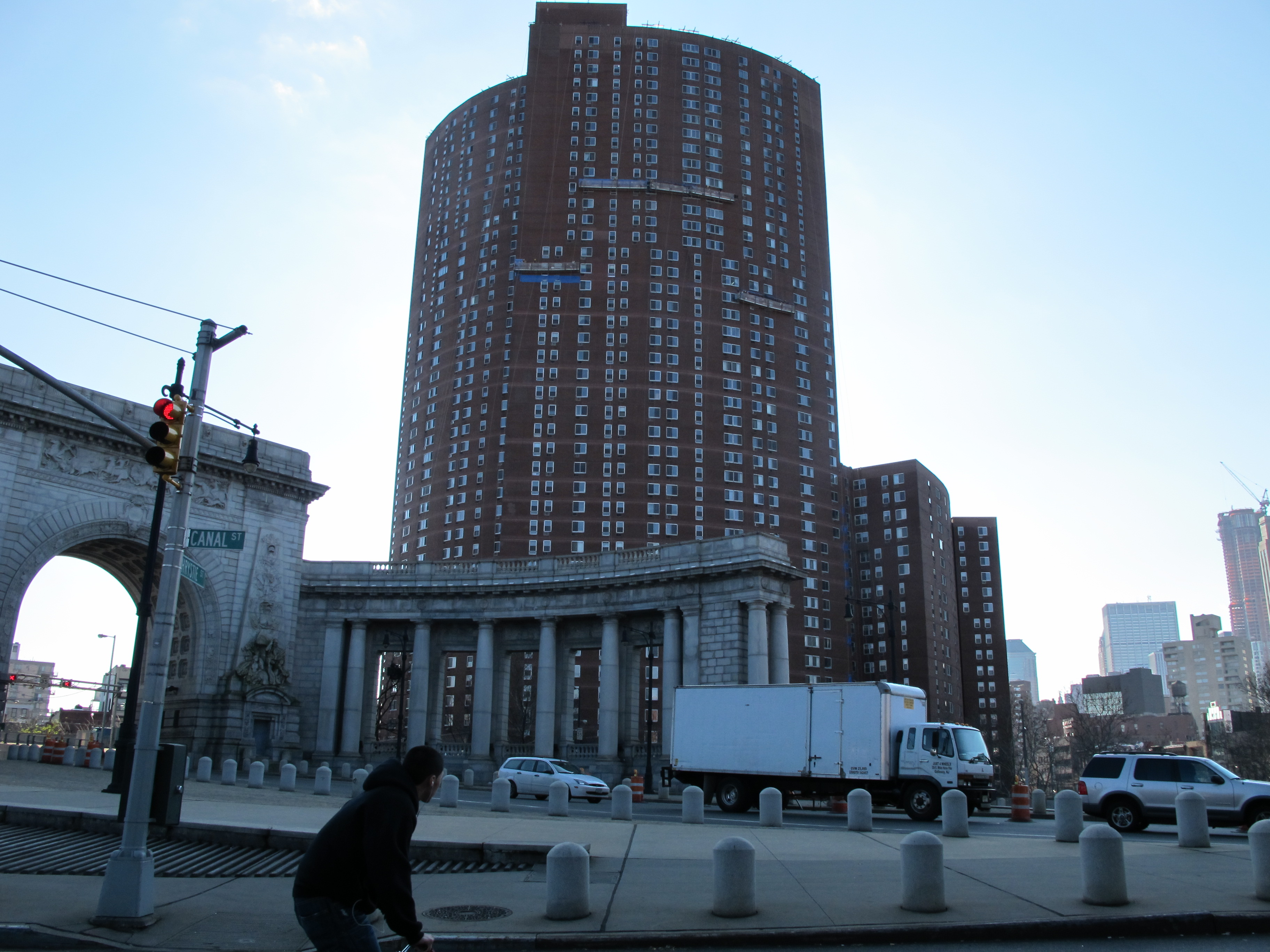
北面
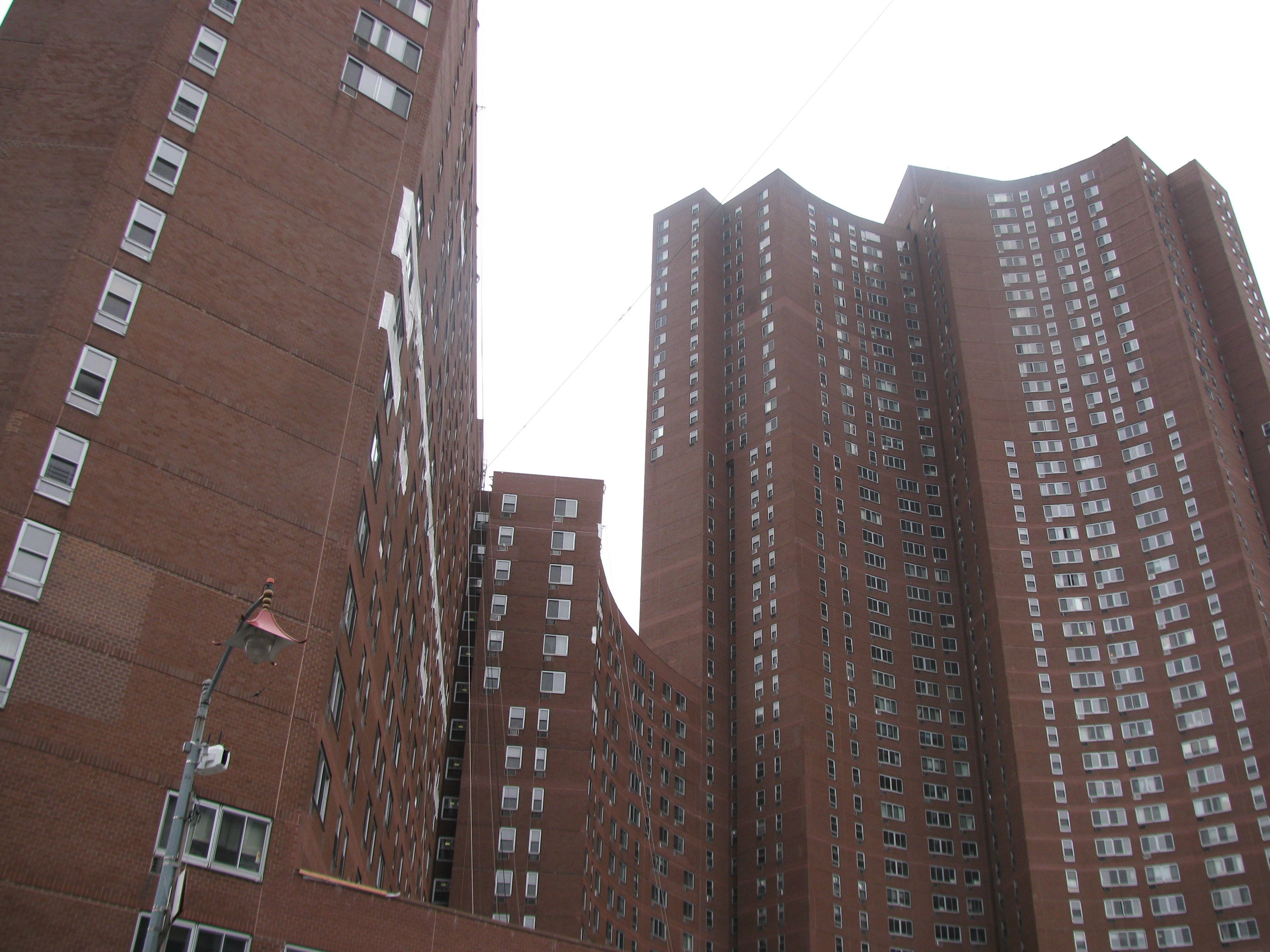
別な角度から
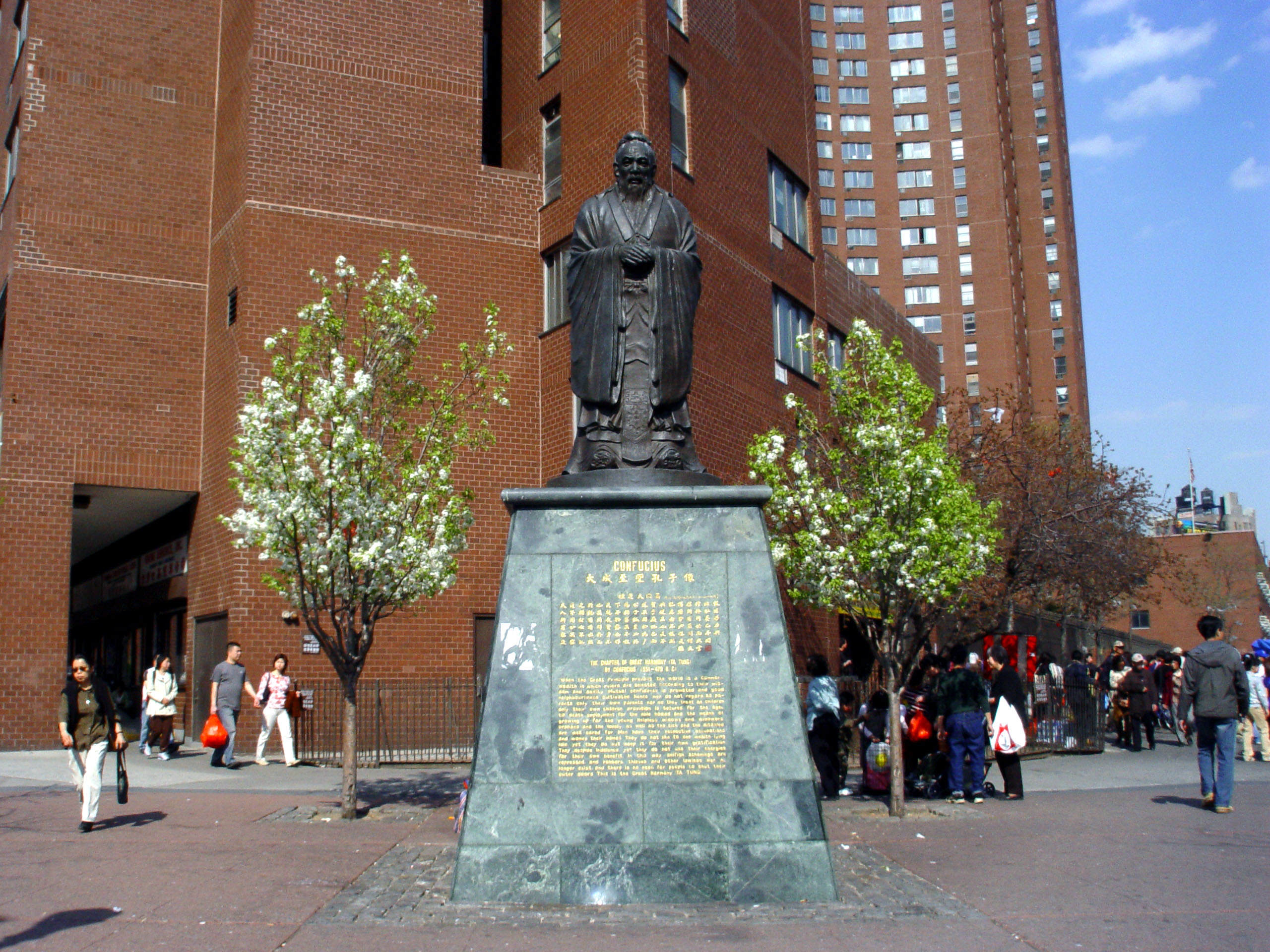
孔子像